# Copernicium
Le copernicium (symbole Cn) est l'élément chimique de numéro atomique 112. Il correspond à l'ununbium (Uub) de la dénomination systématique de l'IUPAC, et est encore appelé élément 112 dans la littérature. Il a été synthétisé pour la première fois le 9 février 1996 par la réaction 208Pb (70Zn, n) 277Cn au Gesellschaft für Schwerionenforschung (GSI) de Darmstadt, en Allemagne, et son identification a été validée par l'IUPAC en mai 2009. Il a reçu son nom définitif en février 2010 en l'honneur de Nicolas Copernic.
Il s'agit d'un transactinide très radioactif, dont l'isotope connu le plus stable, le 285Cn, a une période radioactive de 29 s. Situé sous le mercure dans le tableau périodique des éléments, il appartiendrait au bloc d. Contrairement aux autres éléments du groupe 12, qui sont des métaux pauvres, il pourrait s'agir d'un métal de transition, en raison d'effets relativistes stabilisant la sous-couche électronique s au détriment de la sous-couche d : le cation Cn2+ aurait ainsi la configuration électronique [Rn] 5f14 6d8 7s2. Le copernicium serait très volatil, et il n'est pas exclu qu'il puisse être gazeux aux conditions normales de température et de pression.

## Synthèse
Le copernicium a été synthétisé pour la première fois le 9 février 1996, à Darmstadt, en Allemagne, au GSI (Gesellschaft für Schwerionenforschung). Il a été obtenu en bombardant une cible de plomb 208 avec des ions de zinc 70, lors d'une expérience où un seul atome a été produit :
70
30Zn + 208
82Pb ⟶ 278
112Cn* ⟶ 277
112Cn + 1
0n.
Le GSI a confirmé ses résultats en mai 2000 avec la synthèse d'un second atome de 277Cn,.
L'expérience a été reproduite en 2004 au RIKEN et se solda par la synthèse de deux nouveaux atomes, confirmant les données expérimentales recueillies en Allemagne.
L'état de l'art en matière de production d'isotopes de copernicium peut être résumé par le tableau suivant :
| Ion  | Cible | Isotope | Statut de l'expérience |
| ---- | ----- | ------- | ---------------------- |
| 70Zn | 208Pb | 278Cn   | Succès                 |
| 50Ti | 232Th | 282Cn   | Réaction non tentée    |
| 48Ca | 238U  | 286Cn   | Succès                 |
| 48Ca | 242Pu | 283Cn   | Succès                 |
| 40Ar | 244Pu | 284Cn   | Réaction non tentée    |
| 36S  | 248Cm | 284Cn   | Réaction non tentée    |
| 30Si | 249Cf | 279Cn   | Réaction non tentée    |

## Isotopes
Le premier isotope à avoir été synthétisé  est 277Cn en 1996. Six radioisotopes sont connus, de 277Cn à 285Cn et possiblement deux isomères nucléaires (non confirmés). L'isotope confirmé à la plus grande durée de vie est 285Cn avec une demi-vie de 29 secondes.

## Expériences en phase gazeuse
Les propriétés chimiques du copernicium ont été particulièrement étudiées à la suite d'indications selon lesquelles il présenterait les effets relativistes les plus sensibles parmi tous les éléments de la période 7. Sa configuration électronique à l'état fondamental étant [Rn] 5f14 6d10 7s2, il appartient au groupe 12 du tableau périodique, et devrait par conséquent se comporter comme le mercure et former des composés binaires avec des métaux nobles comme l'or. On a ainsi cherché à caractériser l'enthalpie d'adsorption d'atomes de copernicium sur des surfaces d'or à diverses températures. Compte tenu de la stabilisation relativiste des électrons 7s, le copernicium présente des propriétés rappelant celles d'un gaz noble comme le radon. On a ainsi cherché à mesurer les différences de caractéristiques d'adsorption entre le copernicium, le mercure et le radon.
La première expérience a été réalisée à l'aide de la réaction 238U (48Ca, 3n) 283Cn. La détection reposait sur les produits de fission spontanée de l'isotope parent, avec une période radioactive de 5 min. L'analyse des données montra que le copernicium était plus volatil que le mercure et présentait des propriétés de gaz noble. Cependant, l'incertitude concernant la synthèse du copernicium 283 a semé le doute sur ces résultats. D'autres études ont par conséquent été menées en générant cet isotope comme produit de désintégration du flérovium 287, à la suite de la réaction 242Pu (48Ca, 3n) 287Fl. Deux atomes de copernicium 283 ont été identifiés au cours de cette expérience, dont les propriétés d'adsorption ont permis de déterminer que le copernicium forme de faibles liaisons métal-métal avec l'or, ce qui en fait un homologue plus volatil du mercure, et le place résolument dans le groupe 12.
Cette expérience a été répétée en avril 2007, permettant d'identifier trois nouveaux atomes de copernicium. Les propriétés d'adsorption du copernicium ont été confirmées, et sont en plein accord avec sa position d'élément le plus lourd du groupe 12. Ces expériences ont également permis la première estimation de la température d'ébullition du copernicium : 84+112
−108 °C, ce qui en ferait peut-être un gaz aux conditions normales de température et de pression.